# Stazione di Mikawa-Miya
La stazione di Mikawa-Miya (三河三谷駅?, Mikawa-Miya-eki) e una stazione ferroviaria situata nella città di Gamagōri, nella prefettura di Aichi in Giappone. La stazione e gestita dalla JR Central e serve la linea principale Tōkaidō.

## Linee
JR Central
■ Linea principale Tōkaidō

## Struttura
La stazione è costituita da due marciapiedi laterali con due binari in superficie.
| 1 | ■ Linea principale Tōkaidō | per Okazaki, Nagoya e Ōgaki |
| 2 | ■ Linea principale Tōkaidō | per Toyohashi e Hamamatsu   |

## Stazioni adiacenti
| ≪                            | Servizio                 | ≫                        |
| Linea principale Tōkaidō     | Linea principale Tōkaidō | Linea principale Tōkaidō |
| ---------------------------- | ------------------------ | ------------------------ |
| Gamagōri                     | Locale Rapido sezionale  | Mikawa-Ōtsuka            |
| Gamagori                     | Rapido Nuovo Rapido      | Toyohashi                |
| Il Rapido speciale non ferma |                          |                          |